# Paulinenhof (Frankfurt nad Odrą)

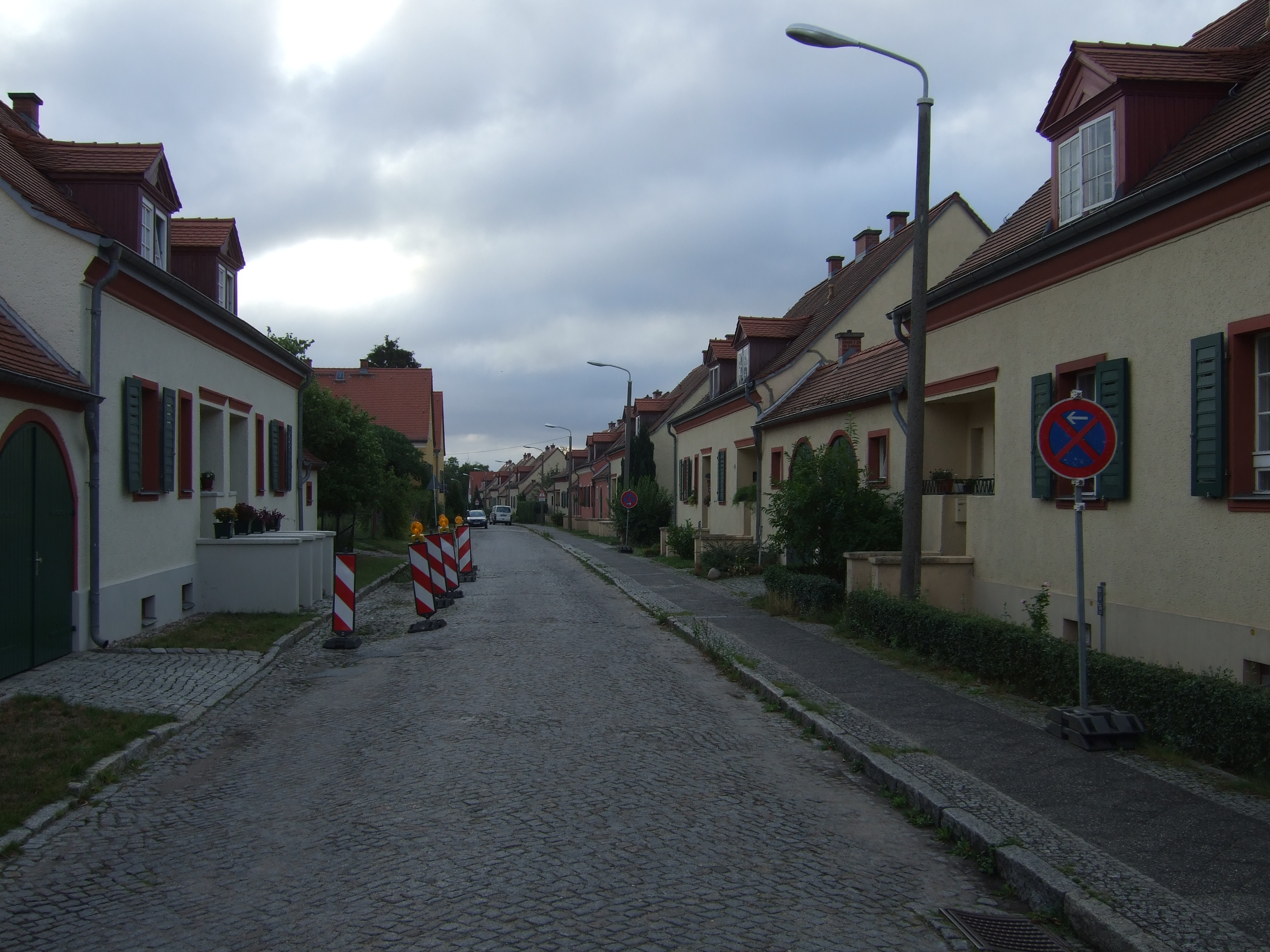
Paulinenhof (2008)

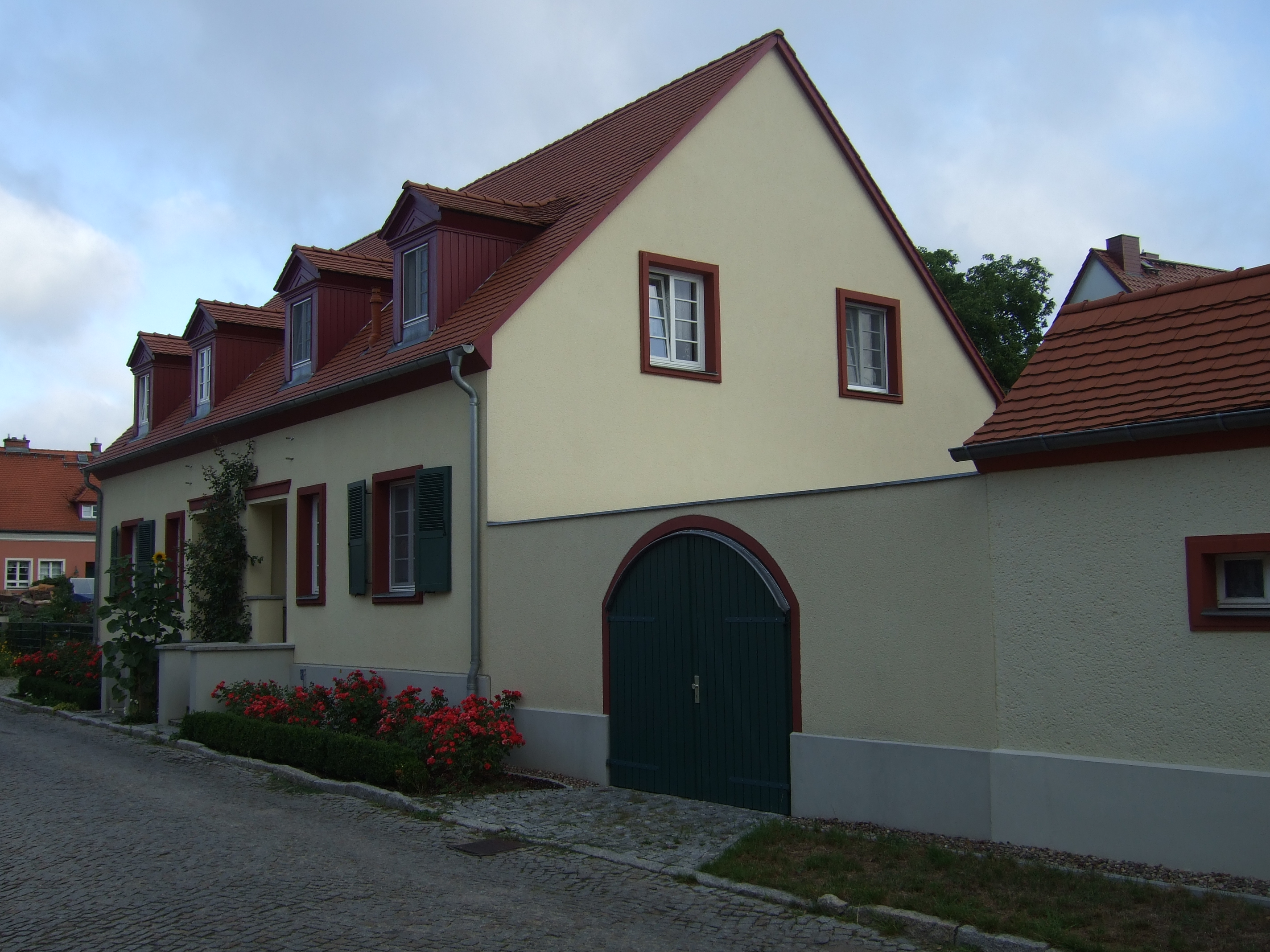

Paulinenhof – osiedle mieszkalne w dzielnicy Nuhnenvorstadt we Frankfurcie nad Odrą. Jej zabudowania, ze względu na unikatowy charakter, wpisano do rejestru zabytków i objęto ochroną prawną.

## Historia
Osiedlene mieszkalne Paulinenhof powstał w okresie międzywojennym XX wieku. Po I wojnie światowej z części dawnych pruskich administracji kolejowych Poznań i Bydgoszcz powstała Reichsbahndirektion Osten, z siedzibą we Frankfurcie nad Odrą. W krótkim czasie musiano postawić 600 domów dla rodzin pracowników kolei. W tym celu miasto oraz dyrekcja Deutsche Reichsbahn założyły stowarzyszenie „Ostmark” z prezesem Martinem Kießlingiem na czele.
Osiedle mieszkalne powstało na majątku ziemskim Paulinenhof naprzeciwko tzw. „żółtych koszar” piechoty, stacjonującej w mieście. Nazwy ulic upamiętniały miejscowości dawnej Nowej Marchii:
- Bydgoszcz: Bromberger Ring (ob. Franz-Liszt-Ring),
- Chełmno: Kulmer Straße (ob. Albert-Lortzing-Straße),
- Gdańsk: Danziger Straße (ob. Albert-Fellert-Straße),
- Grudziądz: Graudenzer Weg (ob. Harfenweg),
- Poznań: Posener Ring (ob. Peter-Tschaikowski-Ring),
- Tczew: Dirschauer Straße (ob. Georg-Friedrich-Händel-Straße),
- Toruń: Thorner Grund (ob. Joseph-Haydn-Straße).

Paulinenhof wpisano do rejestru zabytków i objęto ochroną prawną, dzięki czemu osiedle do dziś zachowało swój oryginalny charakter (np. zielone okiennice), niską, jednorodzinną rodziną zabudowę i jednakową kolorystykę wszystkich domów.